# Peekko
Peekko är ett tillägg till Firefox som gör så att man kan delta i ett chattrum för varje webbsida man besöker.
Peekko är egentligen en IRC-klient som kopplar upp sig till Peekkos egna server och skapar ett chattrum med webbsidans namn.